# Alvaro Marchini
Alvaro Marchini (Città della Pieve, 7 novembre 1916 – Grottaferrata, 24 settembre 1985) è stato un partigiano, imprenditore e gallerista italiano, dirigente sportivo, fu anche presidente della AS Roma dal 1968 al 1971.

## Biografia

### Attività antifascista e partigiana
Suo padre Alessandro, muratore socialista, fu costretto a scappare da Moiano, frazione di Città della Pieve, a causa delle persecuzioni fasciste; giunto a Roma si mise in società, nel settore delle costruzioni, con l’ingegnere comunista Fausto Marzi Marchesi. A partire dal 1935, Alvaro, insieme al fratello maggiore Alfio, iniziò a fare propaganda per il Partito Comunista nei cantieri dell'impresa di costruzione di famiglia.
Nel 1938, i fratelli Marchini, aprirono una tipografia clandestina in Via Giustiniani per stampare materiale antifascista quali opuscoli e manifesti del Partito Comunista clandestino. Durante la guerra, entrarono nel gruppo di Gioacchino Gesmundo .
Dopo l'8 settembre, Alvaro accettò la proposta di Giorgio Amendola, comandante della resistenza comunista a Roma, di occuparsi della stampa de l'Unità. Una nuova tipografia fu allestita negli scantinati di un palazzo di via Barrili, a Monteverde Vecchioe poi in via Cassiodoro, dove l'Unità fu stampata clandestinamente per 5 mesi.
Alvaro Marchini ha partecipato alla resistenza con il nome di battaglia “Andrea”, al comando di una propria formazione partigiana operante nella zona di Monterotondo e guadagnandosi una medaglia d'argento al valor militare. Il 24 ottobre 1943 mise in atto un piano di fuga di prigionieri sovietici dal campo di concentramento dello scalo merci della cittadina a nord di Roma. Dopo la liberazione di Roma, la formazione guidata da Alvaro Marchini, con Francesco Zuccheri e l'apporto dei sovietici Kaliaskin e Tarassenko, assaltarono il comando tedesco. I tedeschi, dopo uno strenuo combattimento, si arresero, lasciando sul terreno molti morti e feriti e circa 250 prigionieri. Al loro arrivo (9 giugno 1944), gli alleati trovarono il paese già completamente liberato
. Nel 1975, Alvaro Marchini scrisse un libro di memorie sulla sua attività partigiana, intitolato “Andrea”, dal suo nome di battaglia.
Nell'archivio dell'amministrazione de l'Unità è conservato l'atto in data 15 settembre 1944, di costituzione de «L'Unità – Società per azioni», sottoscritto da Mauro Scoccimarro, Giuseppe Di Vittorio, Celeste Negarville,  Alvaro Marchini ed altri. Marchini faceva parte del CdA, costituito anche da  Giacomo Pellegrini (Presidente), Amerigo Terenzi e Velio Spano. La redazione si trovava presso la vecchia sede clandestina del partito in via IV novembre.

### Attività imprenditoriale e di gallerista
Nel 1944 Alfio e Alvaro Marchini costituirono una società immobiliare per l’acquisto, al prezzo di 30 milioni, del palazzo in costruzione di via delle Botteghe Oscure 4, per poi completarlo. Il Palazzo fu ceduto al PCI, che ne fece la sede nazionale per quasi cinquant’anni. 
Massimo Caprara, per anni segretario personale di Palmiro Togliatti, sostenne  che il palazzo sia stato acquistato con il denaro proveniente dal cosiddetto oro di Dongo, cioè dai beni sottratti a Benito Mussolini e ai gerarchi al momento della loro cattura da parte dei partigiani comunisti delle Brigate Garibaldi . Il partito ha sempre contestato tale ricostruzione.
La società di costruzione dei fratelli Marchini è stata una delle più importanti nella Roma degli anni cinquanta e sessanta: su un terreno comprato dal Vaticano nel rione Prati costruirono l'albergo Leonardo da Vinci; edificarono poi un quartiere intero di palazzine alla Magliana sotto il livello del Tevere, i palazzi intensivi nella zona dell'ospedale San Camillo e il quartiere intorno a Ponte Marconi.
All'attività di costruttore, Alvaro Marchini affiancò quella di gallerista e, nel 1959, fondò la Galleria Nuova Pesa, in via Frattina. Con tale iniziativa, Marchini volle tenere alte le sorti dell’arte figurativa nei confronti di quella informale; sostenne perciò la "scuola romana" (Mafai, Trombadori, ecc.) ma allestì anche la prima mostra di Picasso a Roma. 
Introdusse alla carriera artistica la figlia Simona, attrice cinematografica e conduttrice televisiva di successo, pioniera nel genere comico per un personaggio femminile in Italia.

### La presidenza dell’AS Roma

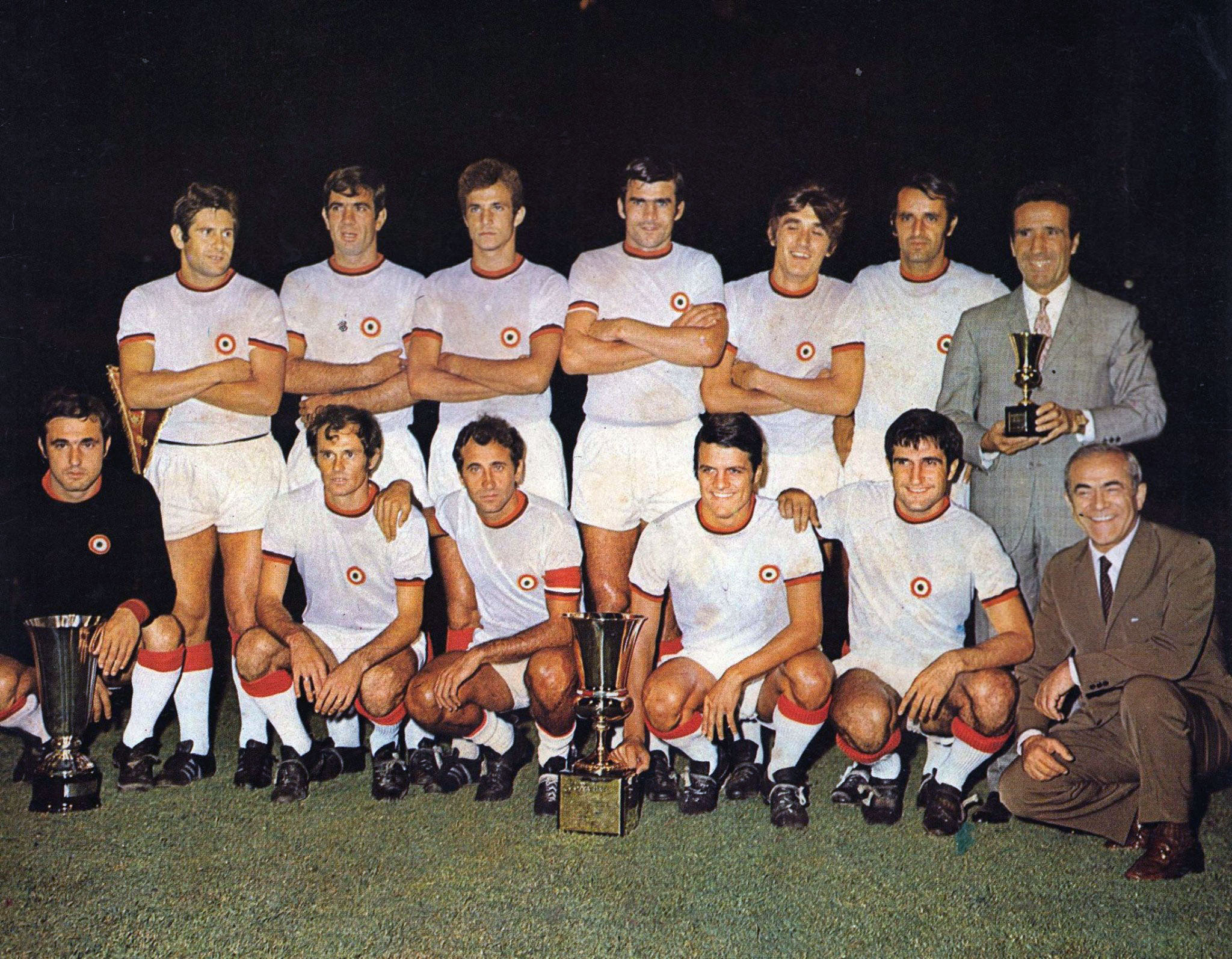
Marchini (accosciato, primo da destra), presidente della Roma, posa con la sua squadra vittoriosa nella Coppa Italia 1968-1969

Nel 1965 Alvaro ed Alfio Marchini entrarono a far parte dei quadri dirigenziali della AS Roma, in un momento finanziario sull’orlo del fallimento per la società sportiva romana. Il 23 dicembre 1968, Alvaro Marchini ne rilevò la carica di Presidente. Per l’incarico di allenatore ereditò il contratto con Helenio Herrera già firmato dalla vecchia dirigenza per la somma stratosferica di 259 milioni di lire . 
Il rapporto tra presidente e allenatore non fu mai eccelso. Tuttavia, sia pur malvolentieri, Marchini confermò Herrera alla guida della Roma anche nella stagione successiva, in virtù del successo riscosso dal tecnico argentino conquistando la seconda Coppa Italia della squadra giallorossa. Nella stagione 1969-1970, Herrera dopo aver mandato in pensione il capitano Giacomo Losi, non riuscì ad andare oltre l'undicesimo posto, pur giungendo in semifinale nella Coppa delle Coppe e venendo eliminata solo dal lancio della monetina. Per la Presidenza il risultato è deludente e, nella primavera del 1971, costrinse Herrera a farsi da parte sostituendolo con l’ex portiere Luciano Tessari . 
Le difficoltà finanziarie, mai completamente sanate, costrinsero Marchini a cedere alla Juventus  i giovani gioielli romanisti Fabio Capello, Luciano Spinosi e Fausto Landini, in cambio di Luis Del Sol, Gianfranco Zigoni, Roberto Vieri, Paolo Viganò e un congruo conguaglio economico ma fu un errore mediatico: la piazza infuriata chiese le sue dimissioni. 
Ottenuto, a fine stagione, il miglior piazzamento (sesto posto) della sua presidenza, Marchini si dimise il 13 giugno 1971 – consigliato, sembra, dal fratello Alfio - e cedette la società a Gaetano Anzalone per un miliardo e 480 milioni.

### Riferimenti nella cultura di massa
- La fede politica e la carriera lavorativa valsero ad Alvaro Marchini gli appellativi di "miliardario rosso" e "palazzinaro comunista" [8].

- Insieme al fratello Alfio, i due venivano chiamati "calce e martello", per la loro fede comunista, mai rinnegata[8], mentre il Ponte Marconi, che sorgeva in un quartiere da essi realizzato, era chiamato "ponte Marchini"[6].